# Sân bay Carcassonne
Sân bay Carcassonne (tiếng Pháp: Aéroport de Carcassonne) (IATA: CCF, ICAO: LFMK) là một sân bay phục vụ Carcassonne và phía nam Languedoc. Sân bay này nằm ở rìa bắc của thành phố, 3 km (2 mi) so với trung tâm thành phố, trong tỉnh Aude. Sân bay này cũng có tên là Sân bay Salvaza, Carcassonne Salvaza Airport hay Sân bay Carcassonne ở Pays Cathare (Aéroport de Carcassonne en Pays Cathare).
Sân bay này phục vụ các tuyến bay nội địa và quốc tế cũng như hàng không tổng hợp.
Cuối thập niên 1990, sân bay này bắt đầu phục vụ các chuyến bay giá rẻ từ châu Âu, với Dublin, Shannon, Stansted, Liverpool, East Midlands và Charleroi.
Một khuôn viên của ENAC (trường đại học hàng không dân dụng của Pháp) được đặt tại sân bay.

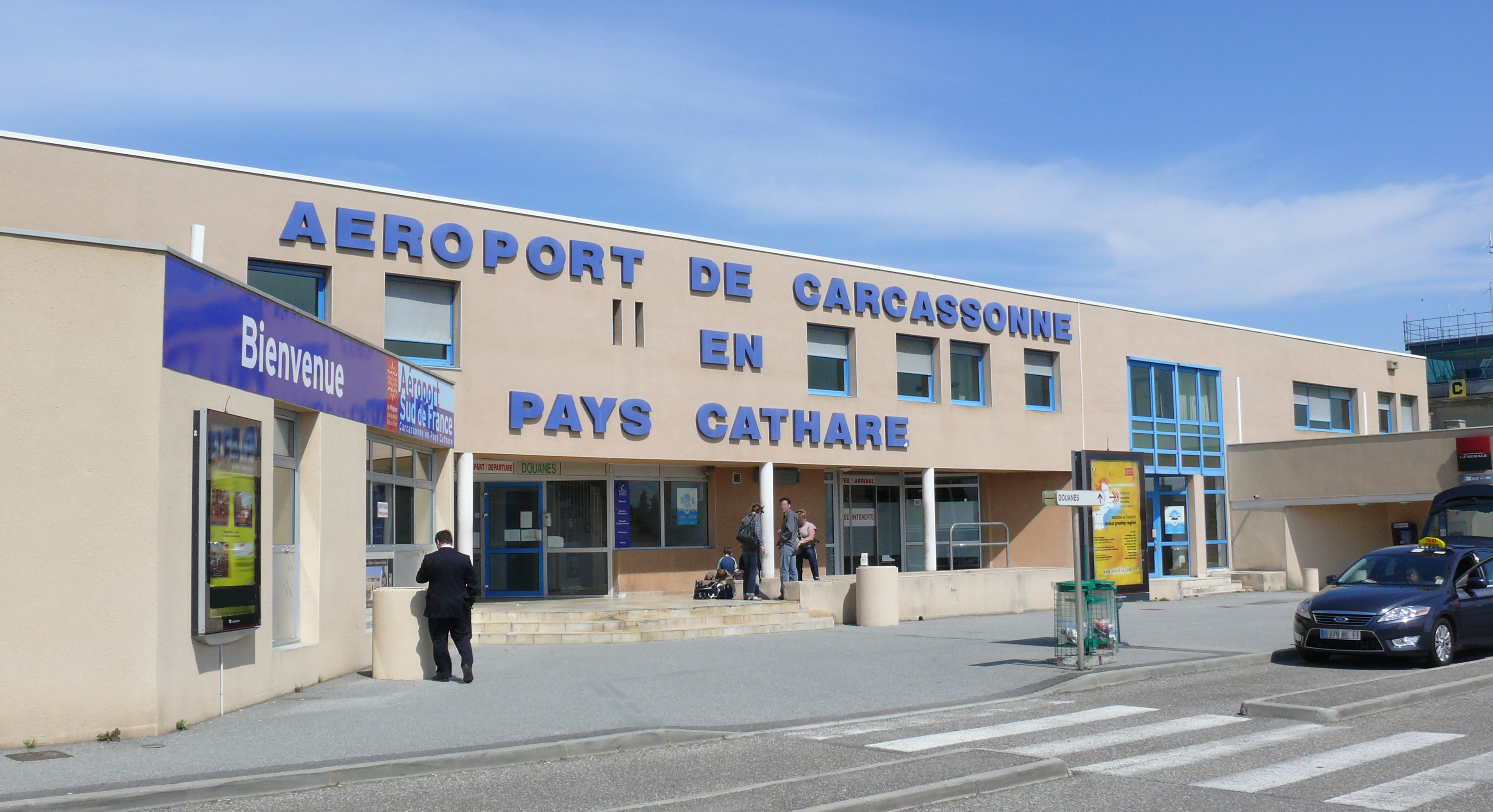

## Hãng hàng không và tuyến bay thường lệ
| Hãng hàng không | Các điểm đến |
| --------------- | --- |
| Ryanair         | Brussels South-Charleroi, Cork [theo mùa], Dublin, East Midlands [theo mùa], Glasgow-Prestwick [theo mùa], Leeds/Bradford, Liverpool [theo mùa], London-Stansted, Porto [theo mùa] |